# Rexhep Meidani
Rexhep Qemal Meidani (Elbasan, 17 agosto 1944) è un politico albanese.
Professore e dottore di fisica dello stato solido. Meidani è stato il 4º presidente dell'Albania dal 24 luglio 1997 al 24 luglio 2002 e il secondo ad essere eletto dopo le prime elezioni multipartitiche nel 1991.

## Formazione
Laureato presso l'Università di Tirana nel 1966, alla Facoltà di Scienze naturali (FNS), e presso il Dipartimento di Fisica, ha completato con successo gli studi post laurea presso l'Università di Caen (Francia) nel 1974. Nel campo professionale Meidani ha lavorato come docente, come capo dipartimento e poi come decano della FNS (1966-1996). Durante questo periodo Meidani ha pubblicato un gran numero di studi, libri e articoli in patria e all'estero. Meidani detiene il titolo scientifico "Professore, Dottore". È membro emerito dell'Accademia delle Scienze dell'Albania.

## Carriera politica

### Primi passi
La carriera politica di Rexhep Meidani è iniziata negli anni 1990. È stato presidente della CEC nelle prime elezioni multipartitiche del 1991 e membro del Consiglio presidenziale (1991). Durante il 1992-1996 è stato impegnato nella società civile come presidente del consiglio del Centro albanese per i diritti umani (1994-1996). Nel 1996 è entrato a far parte del Partito Socialista come suo segretario generale nel 1996-1997.

### Deputato e Presidente della Repubblica
Nelle prime elezioni parlamentari del giugno 1997, Meidani è stato eletto deputato nel Parlamento albanese. Dopo le elezioni, vinte dalla coalizione di sinistra guidata dal Partito Socialista, il 24 luglio 1997, con la proposta del PS, il parlamento albanese scelse Rexhep Meidani come Presidente della Repubblica, che eserciterà tale carica fino al 24 luglio 2002. Verrà sostituito dal suo successore Alfred Moisiu.